# Сент Елмо (Илиноис)
Сент Елмо (енгл. St. Elmo) град је у америчкој савезној држави Илиноис. По попису становништва из 2010. у њему је живело 1.426 становника.

## Демографија
Према попису становништва из 2010. у граду је живело 1.426 становника, што је 30 (2,1%) становника мање него 2000. године.
| Група             | 2000.         | 2010.         |
| Белци             | 1.440 (98,9%) | 1.397 (98,0%) |
| Афроамериканци    | 1 (0,1%)      | 4 (0,3%)      |
| Азијати           | 1 (0,1%)      | 0 (0,0%)      |
| Хиспаноамериканци | 1 (0,1%)      | 13 (0,9%)     |
| Укупно            | 1.456         | 1.426         |